# 铁东区 (鞍山市)
铁东区是辽宁省鞍山市下辖的一个市辖区。位于鞍山市的东南部。因位于沈大铁路以东而得名。铁东区是鞍山市的政治、经济、文化中心区。區人民政府駐解放街道。

## 行政区划
铁东区下辖10个街道办事处：
解放街道、山南街道、园林街道、站前街道、和平街道、湖南街道、新兴街道、旧堡街道、大孤山街道、长甸街道和玉佛山风景区管理委员会。

## 人口
根據第七次人口普查數據，截至2020年11月1日零時，鐵東區常住人口為511574人。